# Кастилью, Юри де Фрейтас
Ю́ри Ли́рио Фре́йтас де Касти́льо (порт.-браз. Iury Lírio Freitas de Castilho); род. 6 сентября 1995, Рио-де-Жанейро, Бразилия) — бразильский футболист, нападающий бразильского клуба «Витория».

## Биография
Воспитанник футбольных клубов «Тигрес до Бразил» и «Аваи». На взрослом уровне дебютировал в 2014 году с «Аваи» в Лиге Катариненсе, а в следующем году дебютировал в бразильской Серии А. Всего провел в различных соревнованиях за клуб в общей сложности 29 матчей (3 гола), 5 из которых в чемпионате Бразилии (2 в Серии А и 3 в Серии В).
В июле 2017 года подписал контракт с луганским «Заря». Летом 2018 года стал игроком клуба дубайского «Ан-Наср». Сумма трансфера составила 1,5 млн долларов.